# Walter Eric Spear
Walter Eric Spear FRSE FRS (Frankfurt am Main, 20 de janeiro de 1921 — 21 de fevereiro de 2008) foi um físico britânico nascido na Alemanha de origem judaica.
É conhecido por seu trabalho pioneiro no auxílio ao desenvolvimento de eletrônicos de grande área e pequena espessura. Foi pioneiro da área de semicondutores amorfos.
Foi eleito em 1980 membro da Royal Society.